# إرحمونن (بني جميل)
إرحمونن هي إحدى مشيخات المملكة المغربية، تتبع جغرافيا لإقليم الحسيمة وإداريًا لبني جميل. يقدر عدد سكانها بـ 3591 نسمة حسب الإحصاء الرسمي للسكان والسكنى لسنة 2004.